# Acanthodactylus robustus
Espèce
Statut de conservation UICN

 LC  : Préoccupation mineure
Acanthodactylus robustus est une espèce de sauriens de la famille des Lacertidae.

## Répartition
Cette espèce se rencontre en Syrie, en Jordanie, en Irak et en Arabie saoudite.

## Publication originale
- Werner, 1929 : Beiträge zur Kenntnis der Fauna von Syrien und Persien. Zoologische Anzeiger, vol. 81, n. 7/10, p. 238-345.